# Hexatoma mediocornis
Hexatoma mediocornis är en tvåvingeart som beskrevs av Alexander 1943. Hexatoma mediocornis ingår i släktet Hexatoma och familjen småharkrankar. Inga underarter finns listade i Catalogue of Life.